# Neivamyrmex kuertii
Neivamyrmex kuertii é uma espécie de formiga do gênero Neivamyrmex.